# Zsófia Reisinger
Zsófia Reisinger (5 de noviembre de 1989) es una deportista húngara que compitió en saltos de plataforma.
Ganó tres medallas de bronce en el Campeonato Europeo de Natación entre los años 2014 y 2016.

## Palmarés internacional
| Campeonato Europeo | Campeonato Europeo    | Campeonato Europeo | Campeonato Europeo     |
| Año                | Lugar                 | Medalla            | Prueba                 |
| ------------------ | --------------------- | ------------------ | ---------------------- |
| 2014               | Berlín (Alemania)     | Medalla de bronce  | Plataforma 10 m sincro |
| 2015               | Rostock (Alemania)    | Medalla de bronce  | Plataforma 10 m sincro |
| 2016               | Londres (Reino Unido) | Medalla de bronce  | Plataforma 10 m sincro |